# Barbu Lăutaru

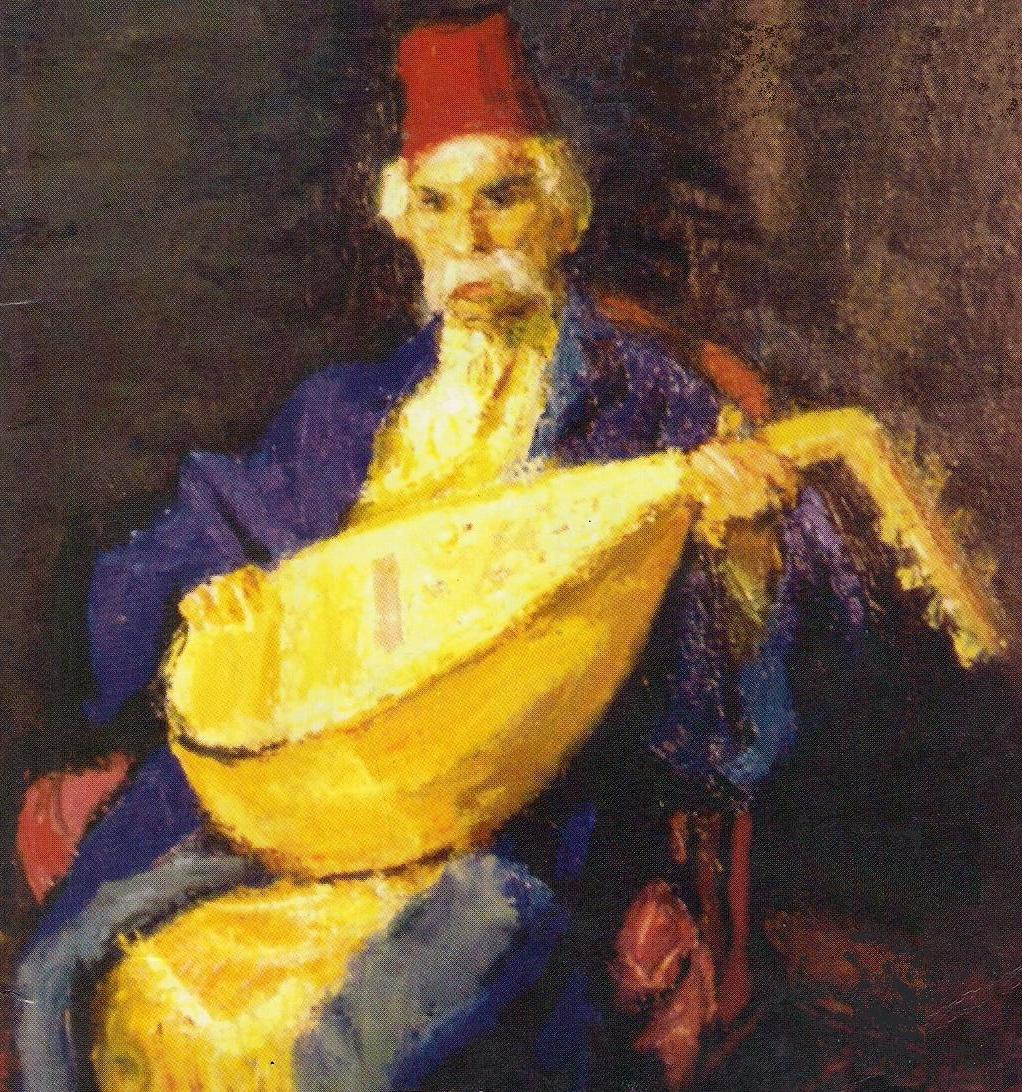
Barbu Lăutarul, Gemälde von Iosif Iser, 1888

Barbu Lăutaru (eigentlich Vasile Barbu; * 17. Dezember 1780 in Iași, Fürstentum Moldau; † 18. August 1858 ebenda) war ein rumänischer Sänger und Cobza-Spieler.

## Leben und Wirken
Vasile Barbu wurde in eine Roma-Familie mit angestammter Lăutari-Musiktraditionen geboren. Sein Vater Stan Barbu war von klein auf sein Musiklehrer. Von ihm übernahm er viele moldawische Balladen und Epen. Obwohl Barbu Analphabet war, brachten ihm seine Kreativität, Interpretation und Virtuosität zu Lebzeiten viel Bekanntheit ein. Barbu trug entscheidend zur Weiterentwicklung der Lăutari-Musik bei, indem er rumänische Volksmusik mit byzantinischen, orientalischen, westeuropäischen sowie russischen Elementen komponierte. 1812 wurde er zum Oberhaupt der Musikerzunft seiner Heimatstadt gewählt. Jedes Jahr wiedergewählt übte er diese Funktion 40 Jahre lang aus. Barbu unternahm zahlreiche Tourneen durch Bessarabien. Bei einer seiner Tourneen erweckte er die Bewunderung von Franz Liszt anlässlich seiner Moldaureise im Winter 1847. Die französische Wochenzeitung La Vie Parisienne berichtete 1874, dass Barbu Lăutaru bei einem ersten Vorsingen während des Besuchs eine Improvisation von Franz Liszt spielte, als der ungarische Komponist im Herrenhaus des Schatzmeisters Alecu Balş Halt machte. Begeistert von Barbus Virtuosität, ließ sich Liszt von Barbus Musik inspirieren.
Ein Porträt Barbus wurde in einer Zeichnung von dem österreichisch-ungarischen Maler Carol Szathmari verewigt, die sich in der Bibliothek der Academia Republicii Populare Române Bibliotecă befindet.
Bei einer Ausgrabungen 1968 an der Biserica Zlataust in Iași entdeckte man in der Nähe der Nordwand der Kirche das Grab Barbus.
Seine drei Söhne George Scripcariul, Vasile Scripcariul und Ioan Scripcariul, führten die Musiktradition ihres Vaters fort.

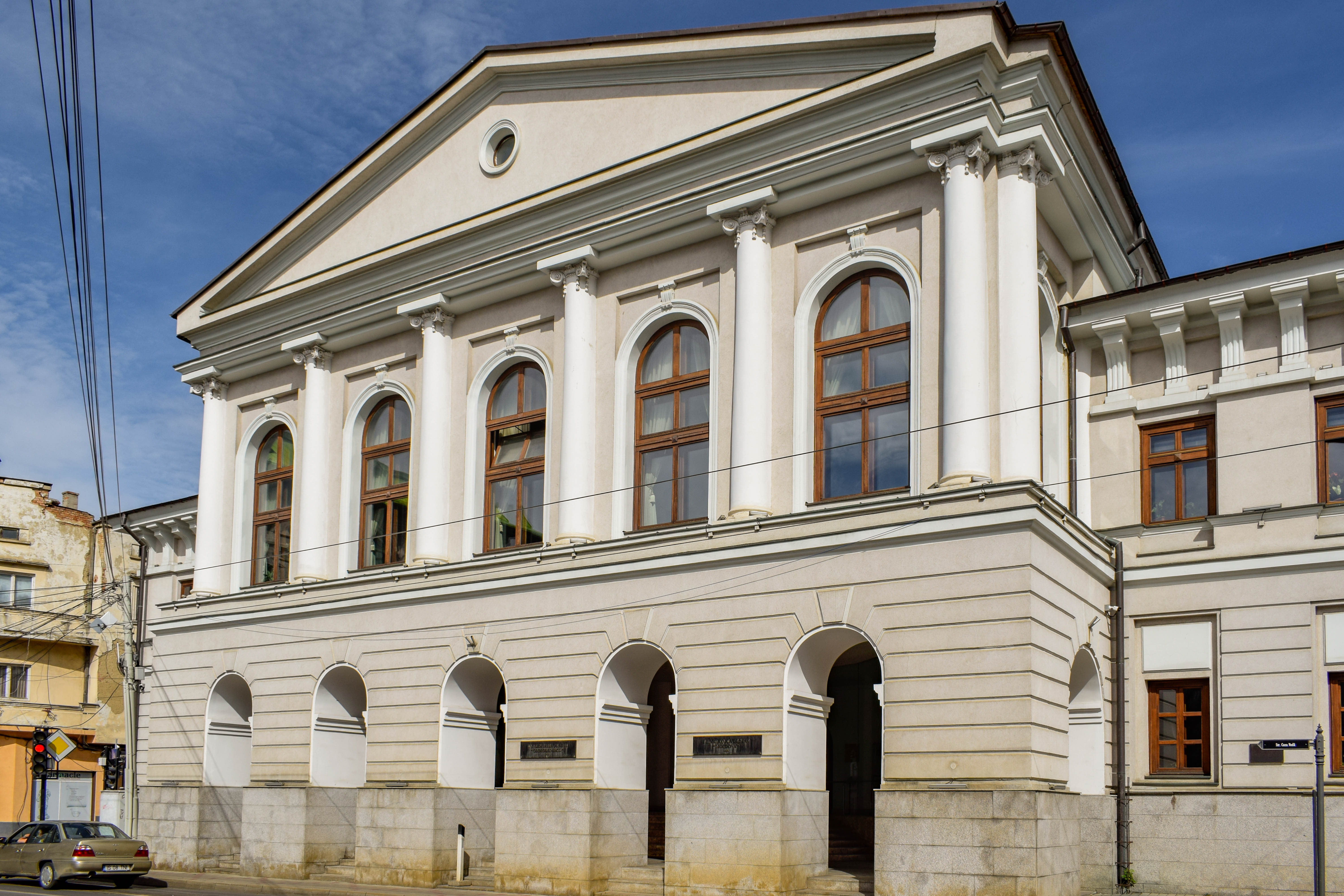
Casa Alecu Balș

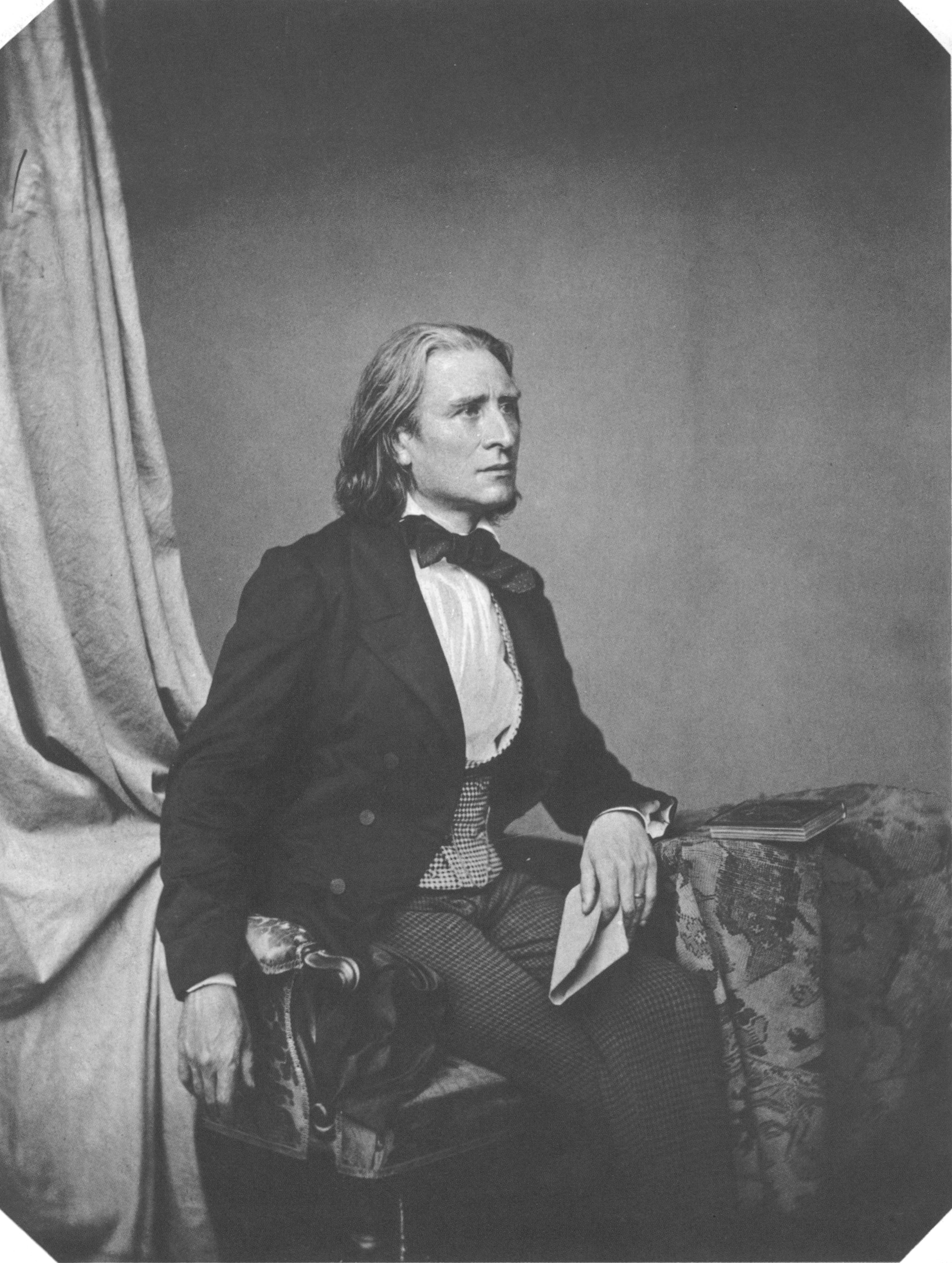
Franz Liszt, Fotografie von Franz Hanfstaengl

## Barbus Begegnung mit Franz Liszt
„Bei einem Empfang beim Schatzmeister Alecu Balş lernte Franz Listz den berühmten Barbu Lăutaru kennen, dessen Taraf aus einer Geige, einer Panflöte und einer Cobza bestand. Als er Barbu, diesem unübertroffenen Volksvirtuosen, zuhörte, war Franz Listz von der Leistung des Geigers so beeindruckt, dass er ausrief: »Ah, wie schön!« Bei diesem Treffen ging Listz als Zeichen der Bewunderung ans Klavier, um ihm zu zeigen, was er mit diesem Instrument spielen konnte, wobei er eine Melodie spielte, die die Musikanten noch nicht kannten. Aber Barbu Lăutaru verstand es, merkte sich die Melodie und spielte sie dann auf der Geige, ohne etwas zu vergessen, weder die Triller noch die Arpeggien, noch die Variationen mit sich wiederholenden Tönen, noch diese bezaubernden Übergänge von Ton zu Halbton. Listz kam zu Barbu Lăutaru und küsste ihn, um einem großen populären Künstler die Ehre zu erweisen. […] Sein Taraf folgte ihm genau, bemerkte die Nuancen und sah direkt zu Barbu, der das Lied weiterspielte, wobei er Liszts Herz bewegte. Als das Lied zu Ende war, stand Liszt plötzlich auf und ging direkt auf den alten Barbu zu, küsste ihn herzlich, dann nahm er das alte Glas Champagner, reichte es ihm und sagte: »Trink Barbu Lăutaru, mein Meister, trink, denn Gott hat dich zu einem Künstler gemacht, und du bist größer als ich!«“